# قلوب حائرة - ماريا كلارا (مسلسل)
قلوب حائرة - ماريا كلارا (بالإسبانية: Secreto de amor)‏ مسلسل فنزويلي، دُبلِج إلى العربية، عرض في الشرق الأوسط عبر قناة إم بي سي الرابعة سنة 2003. عدد حلقاته 138 حلقة صور بين فنزويلا والولايات المتحدة الأمريكية

## القصة
ماريا كلارا فتاة فقيرة تعيش مع عائلتها ولديها حبيب اسمه كارلوس يحبان بعضهما كثير، ولكن يضطر للسفر ليحاول أن يحقق حلم في أن يصبح عازف ويعمل لجمع المال وترك وسافر وبمجرد وصول تعرف على فتاه غنيه واقنعته بان يتزوجها وتملك كل شى وبتالى تزوجها وباع حبيبته وهذه ماريا لتبحث عن ولكنها وجدته قد تزوج وبحثت عن عمل إلى ان عملت ممرضة لسيده سريه وهى كان عمة الفتاة التي تزوجها كارلوس وهى بربرا التي تكره ماريا كلار وقريبا باربا فيلما تكره ماريا كلارا كثير لان أخو باربرا اليخاندرو احب ماريا كلارا ولكن فيلما تحب ولا تتقبل ذلك وبعد وفاة العمه تركت نص الثروة لماريا كلارا وتزوجت ماريا من اليخاندرو لان ماريا حامل ولكن من كارلوس ولكن اليخاندرو سيقنعها بان تقول ان الطفل هو ابنه وبالتالى تفعل ذلك ولكن باربارا وفيلما يكهناها ويحاول أن يجعلها تصبح مجنونه بمساعده براوليو هو عشيق باربا بالفعل ينجح في ذلك تدخل إلى مصح عقلى بعد أن تلد وتختطف باربرا الطفل كانت باربرا تدعى انها حامل ولكنها تاخد ابن الخادمه تطلب من زوج الخادمه ان ياخد الطفل أنت ماريا إلى بعيد وندما تهرب ماريا من المستتشفى تحاول أن تبحث عن ابنتها وتعمل عارضة للازياء لتصبح مشهوره ويحاول كارلو التقرب منها ولكنها ترفض ويبتع عن باربرا ويترك عمله مع يسانيه التي جعلته عازف كبير يسانيه الفتاة الجميلة النية كانت تعيش مع والدها في باريس هي واختها وتوفى والدها وقبل الفاه اخبرهم ان لهم اخت أخرى بعدت عن وهى صغير وبمرور الوقت نكتشف ان اخته ماريا كلارا بعد فترة تظهر بالبنت الصغير وقد كبره وهربت من اخت لارى زوج الخادمه وتتقتابل مع كارلو ولكنها لا يعلم انها ابنته ولكن تعلم باربا بذالك ويجن جنونه ولكن بعد فترة يكتشف كارلو وماريا انها ابنتهم وان ابن كارلو ليس ابنه يطلق من باربرا ويكتشف براوليو انه مصاب بالايدز ولكن الجميع يقف معه حتى ماريا كلارا التي ازاها وبعد فترة يتعايش براوليو مع المرض ويغرم باخت يسانيه ويزوجها ولكن يشاء القدر ان تموت هي وبعد فترة تجتمع ماريا كلارا مع كارلو س وابنتهم بعد كل العذاب والفراق الذي دام بينهم طويل

## الأبطال
- Scarlet Ortiz.......... Maria Clara Carvajal
- Jorge Aravena.......... Carlos Raul Fonseca
- Aura Cristina Geithner.......... Barbara Serrano Zulbaran
- Car la Ortiz.......... Andrea Carvajal

## وصلات خارجية
- قلوب حائرة - ماريا كلارا على موقع IMDb (الإنجليزية)
- قلوب حائرة - ماريا كلارا على موقع فيلمافينيتي (الإسبانية)
- قلوب حائرة - ماريا كلارا على موقع كينوبويسك (الروسية)
- قلوب حائرة - ماريا كلارا على موقع قاعدة بيانات الفيلم (الإنجليزية)